# Baschlik

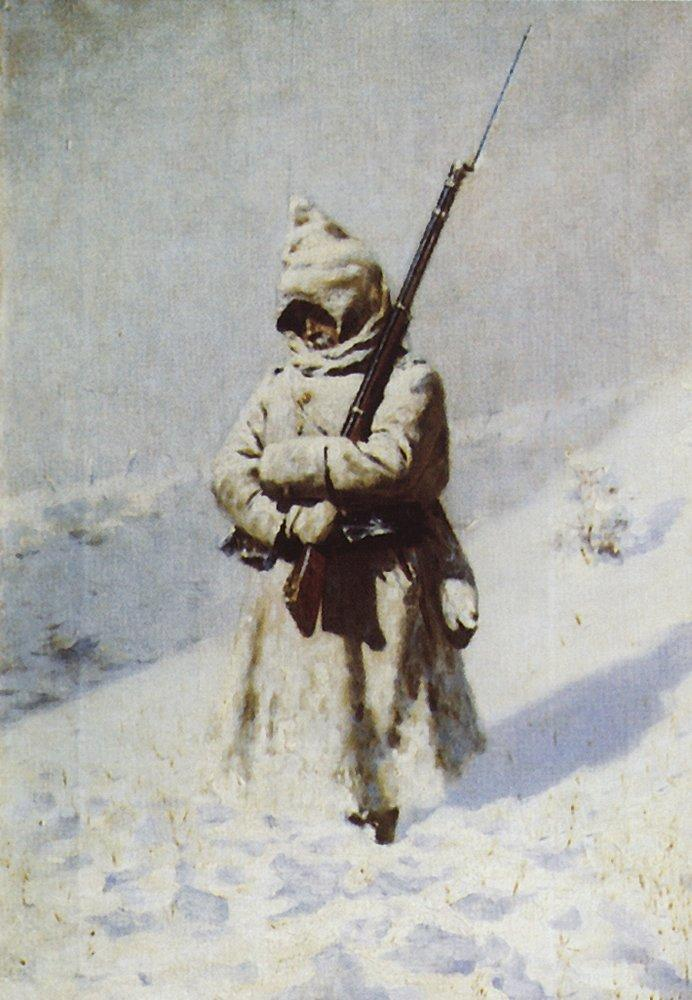
Soldaten i snön målad av Vasilij Veresjtjagin. En baschlik skyddar soldaten från det hårda vädret.

Baschlik är en kapuschongliknande huvudbonad kombinerad med halsduk, brukad i Ryssland och troligen importerad dit från Turkiet eller Kaukasien. Baschliker har särskilt varit populära bland militärer och fick en ny spridning under 1800-talet. På 1860- och 1870-talet förekom baschliker som modeplagg.